# Завережье (Могилёвская область)
Завережье — деревня в составе Вендорожского сельсовета Могилёвского района Могилёвской области Республики Беларусь.

## Географическое положение
Ближайшие населённые пункты: Воротынщина, Вендорож, Новый Вендорож, Концы, Маяк.